# Wo Gott der Herr nicht bei uns hält
Wo Gott der Herr nicht bei uns hält (tedesco: Quando Dio non è con noi) BWV 1128 è un corale per organo di Johann Sebastian Bach. Lo spartito, che si credeva perduto, è stato scoperto, dopo 300 anni, il 15 marzo 2008.

## Storia
Johann Nicolaus Julius Kötschau, organista presso la chiesa di Santa Maria ad Halle, acquistò lo spartito originale del corale nel 1814 ad un'asta insieme al "Clavier Büchlein di Wilhelm Friedemann", figlio di Bach e, a sua volta, organista ad Halle.
Nel 1845, all'asta dei beni dopo la morte di Kötschau, il manoscritto di Bach venne acquistato da Friedrich August Gotthold. Nel 1852 Gotthold lo donò alla Biblioteca Königsberg, ma lo spartito venne notato solo 25 anni dopo, quando Joseph Müller, durante la preparazione di un catalogo delle opere di Bach, trovò il manoscritto, catalogandolo come "Fantasia Sopra il Corale Wo Gott der Herr nicht bey uns hält pro Organo à 2 Clav. e Pedale".
Questo brano attirò l'attenzione della Wilhelm Rust, un musicologo di Berlino, che, l'8 settembre 1877, ne trascrisse una copia. Per ragioni sconosciute il brano non venne inserito nel Bach-Werke-Verzeichnis, il quale ne riportava solo un piccolo frammento di poche battute in appendice (BWV Anh. II 71).
La copia originale di Friedrich August Gotthold custodita alla Biblioteca Königsberg, tuttavia, in seguito andò perduta, e l'unica esistente rimase quella di Rust.
Dopo la morte di Rust, nel 1892, gran parte della sua collezione andò ad un suo allievo, Erich Prieger. I beni di Prieger, a loro volta, vennero messi all'asta dopo prima guerra mondiale.

## Il ritrovamento
Il 15 marzo 2008 la casa d'aste "Johannes Wend" di Lipsia presentò, nel lotto n° 153, dei "manoscritti dalla collezione di Wilhelm Rust. Prevalentemente proprie composizioni o arrangiamenti di opere di Bach". Nessuno avrebbe potuto immaginare che quei fogli includessero la fantasia "Wo Gott der Herr nicht bei uns hält", che si credeva perduta. Lo spartito è stato acquistato dall'Università di Stato di Halle, e, grazie al lavoro dei musicologi Stephan Blaut e Michael Pacholke, è stato autenticato come opera di Johann Sebastian Bach.

## Struttura dell'opera
Il corale, datato intorno al 1710, è di media difficoltà e consiste in un contrappunto a quattro voci per grand'organo, positivo e pedaliera. Dopo una sezione introduttiva, il corale appare alla 12ª battuta, procedendo fra cromatismi ed effetti di eco. Il brano termina con una coda nel cosiddetto "stylus phantasticus".

## Prima esecuzione in tempi moderni
Il 13 giugno 2008 Ullrich Böhme ha eseguito il corale a Lipsia durante il concerto di apertura del Bachfest. Lo stesso giorno è stato messo in commercio un CD con l'esecuzione. Lo spartito era stato pubblicato il 10 giugno.

## Fonti
- La recente scoperta di un lavoro organistico di Bach, su thediapason.com. URL consultato l'11 gennaio 2010 (archiviato dall'url originale il 21 luglio 2011).